# 제라도 타라세나

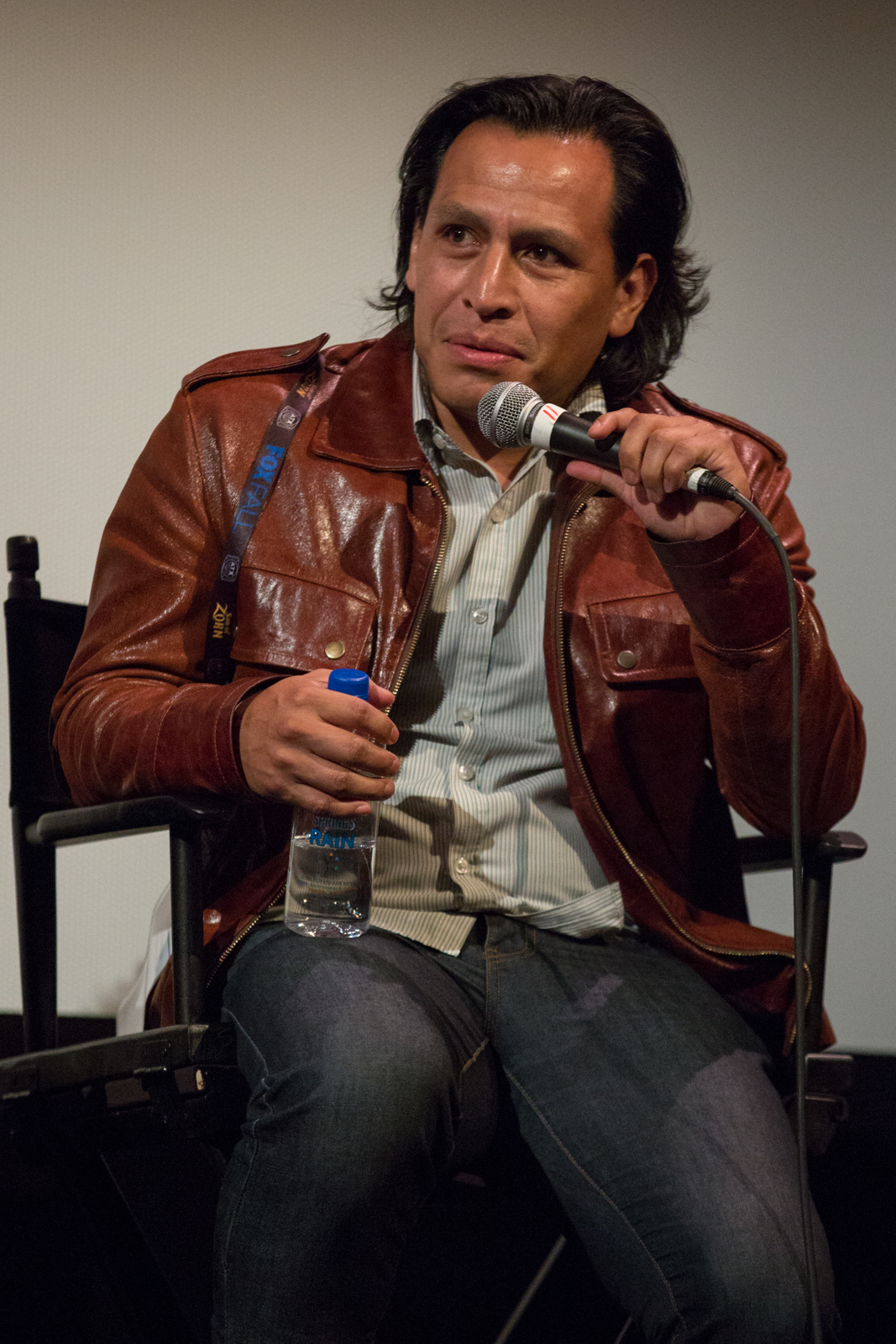

제라도 타라세나(Gerardo Taracena, 1970년 1월 1일 ~ )는 멕시코의 배우이다.
멕시코시티에서 태어났다.

## 방송
- 퀸 오브 더 사우스 시즌4
- 퀸 오브 더 사우스 시즌3
- 텍사스 라이징

## 영화
- 더 폴트 인 아워 스타스 (2016년)
- 리치너스 오브 이터널 스페이스 (2013년)
- 헬리콥터 만들기 (2012년)
- 완전범죄 프로젝트 (2012년) - 로메로 역
- 콘트라티엠포 (2011년) - 마리오 역
- 살반도 알 솔다도 페레즈 (2011년)
- 루파노 레이바 (2010년)
- 칠란고 연대기 (2009년)
- 신 놈브레 (2009년)
- 빈민금지구역 라조나 (2007년)
- 아포칼립토 (2006년) - 중간 눈 역
- 바이올린 (2005년)
- 맨 온 파이어 (2004년)
- 퓨마의 딸 (1994년)